# Lajos Fazekas
Lajos Fazekas (Kecskemét, 23 d'agost de 1939) és un director de cinema hongarès, guanyador del premi Béla Balázs i del Premi a l'Artista Digne d'Hongria.

## Biografia
Els seus pares eren el capità de la policia Lajos Fazekas i Jozefa Szendrői (1922–1992). Entre 1954 i 1957 va ser alumne de l'Escola József Attila de Makó. Fins i tot durant la revolució hongaresa de 1956 va estar a Makó. Després de l'escola secundària, va treballar al quiròfan a l'Hospital de Kecskemét, com a miner a Komló, i com a explorador a Siófok. També va intentar tocar el piano. Del 1961 al 1965 va ser estudiant al Col·legi de Teatre i Arts del Cinema. De 1964 a 1994, va ser director cinematògraf de Mafilm. És autònom des del 1994.
El 1965 va ser director de fotografia als Estudis Béla Balász del curtmetratge Három történet a romantikáról. Dos anys després, va fer el seu primer llargmetratge sobre joves, Lássátok feleim!.
El 1979 es va casar amb l'actriu Évá Görö, amb la que va tenir un fill Piroska (1980).

## Pel·lícules

### Cinema
- Kézenfogva (1964, Simó Sándor, Szíjj Miklós)
- Kitörés (1964)
- Requiem (1964)
- A szonett (1965)
- Nosztalgia (1966)
- Lássátok feleim! (1967)
- Igaz mese Magyarországról (1972)
- Ámokfutás (1974)
- Defekt (1977)
- Művészegyüttessel Latin-Amerikában (1978)
- Haladék (1980)
- A sor

### Televisió
- Három történet a romantikáról (1965)
- Bors (1968)
- Hosszú levél (1968)
- Történelmi társbérlet (1968)
- Alattvalók és királyok (1972)
- Kasparek (1977)
- Vándorbot (1977)
- A világ metrói (1984–1993)
- Barlangbudapest (1985)
- Almási, avagy a másik gyilkos (1987)
- Holnapra a világ (1989)
- Áldott szép Húsvétnak gyönyörű ideje (1991)
- Arany fának arany ága (1991)
- Bölcsek jöttek napkeletről (1992)
- Csillagtörténetek (1992)
- Az 1848-49-es forradalom és szabadságharc (1993)
- Csörgősipka (1993)
- Energia (1993)
- Kisváros (1993-2001)
- Sikeremberek (1993)
- Ganz Villamossági Művek (1994)
- Egyesült izzó (1994)
- "Engedjétek hozzám…" (1994)
- Zodiákus (1994)
- Duna-Tisza-csatorna (1994)
- Ez az a munkásság (1994)
- Hídépítők (1994)
- Magyarnémetek – Legenda a svábok hazájából (1999)
- Magyarnémetek – Rabszolgák (1999)
- Millenniumi mesék (2000)
- Családi album (2002)
- Tihany, az Európa-diplomás félsziget (2004)
- Az élet menete 2005 (2005)
- Gardasütés Tihanyban (2005)
- Fedőneve Achilleus (2006)
- Mátyás, a sosem volt királyfi (2006)
- Török dzsámiból, keresztény templom (2006)
- Az Időkirály birodalma (2007)
- Négyszögletű kerek erdő (2007)
- Illemberke (2007)
- A hét nyolcadik napja (2010)
- Életveszélyben (Állatmesék) (2010)
- Küzdelem egy csatornáért és 100 ezer munkahelyért (2013)
- Végzős kezdők (2013)
- A Szent Jog
- Játékszüret
- Jankovich Marcell műsora